# Гидроксицитронеллаль
Гидроксицитронеллаль (7-гидрокси-3,7-диметилоктаналь) — бесцветная вязкая жидкость, обладающая запахом свежей зелени с оттенком запаха цветов липы и ландыша, растворим в этаноле, плохо — в пропиленгликоле, почти не растворим в воде. Быстро окисляется на воздухе, неустойчив в кислой и щелочной средах.

## Способы получения
- Гидратация цитронеллаля в присутствии минеральных кислот (в реакцию вводят производное с «защищенной» альдегидной группой, например, продукт взаимодействия с гидросульфитом натрия или с диэтаноламином, так как в кислой среде цитронеллаль легко циклизуется).
- Каталитическое дегидрирование 2,6-диметил-2,8-октандиола, который получают двумя методами:
- Гидратацией цитронеллола в присутствии минеральных кислот.
- Окислением дигидромирценола надкислотами и последующим гидрированием образующегося эпоксида.

## Применение
Гидроксицитронеллаль — одно из наиболее ценных душистых веществ, используемых в парфюмерии. Важное значение, особенно для ароматизации мыла, имеют также ацетали гидроксицитронеллаля и некоторые другие его производные.